# Станислав (челник)
Станислав (умро после 1377.) је био српски челник у служби браће Дејановића. 

## Биографија
У изворима Станислава први пут срећемо у повељи браће Јована и Константина Дејановића манастиру Хиландару од 1. јуна 1377. године. Помиње се црква Светог Василија коју је Хиландару даровао челник Станислав. У повељи се напомиње да је Станислав био челник Штипа и да је даровану цркву подигао на својој баштини. Хиландару су даровани и поседи који су припадали цркви Светог Василија. У њих су спадали: село Вардиште, село Благви. Ова два села је Станислав населио. Селиште Тагахинци такође је приложено манастиру. Станислав га је дао цркви да га насели. О Станиславу нема других података. У повељи из 1388. године о даровима војводе Дмитра манастиру Светог Вазнесења у Штипу наводи се да је сведок куповине њиме Момчила Кастелановића син челника Станислава, али му није забележено име. Сам Станислав се овде не спомиње, па није могуће утврдити да ли је још био жив. 